# Rois Buked
Le rois Buked est un îlot proche de la plage de Elechol ra Uchul a Kerekar de l'île d'Angaur, dans l'État paluan du même nom. Il s'agit de la deuxième et seule autre île de l’État, dont le territoire inclut également une juridiction sur deux autres lieux traditionnels maritimes.

## Sources